# Lorenzo Colombo (pilote automobile)
Pour les articles homonymes, voir Lorenzo Colombo.
Lorenzo Colombo, né le 13 septembre 2000 à Legnano en Italie, est un pilote automobile italien.

## Biographie
Après avoir disputée des courses automobiles aux mains Karting de 2009 à 2015, il est passé aux courses automobiles aux mains de monoplaces dans des championnats tels que le Championnat d'Italie de Formule 4, le Championnat d'Allemagne de Formule 4, l'Euroformula Open, la Formula Renault 2.0 Northern European Cup, la Formula Renault Eurocup et le Championnat de Formule 3 FIA.
Depuis 2022, il participe également a des épreuves d'endurance aux mains de Sport-prototypes dans le championnat du monde d'endurance. Du fait de la blessure au pied du pilote équatorio-américain Juan Manuel Correa, l'équipe italienne Prema Racing avait fait appel à Lorenzo Colombo afin de le remplacer et de participer aux 4 Heures du Castellet, course du championnat européen European Le Mans Series. C'est lors de cette course que Lorenzo Colombo remporta sa première course d'endurance avec comme coéquipiers le pilote suisse Louis Delétraz et le pilote autrichien Ferdinand Habsburg. Juan Manuel Correa étant toujours forfait pour la seconde manche du championnat, les 4 Heures d'Imola, il participa également a cette épreuve qu'il remporta.

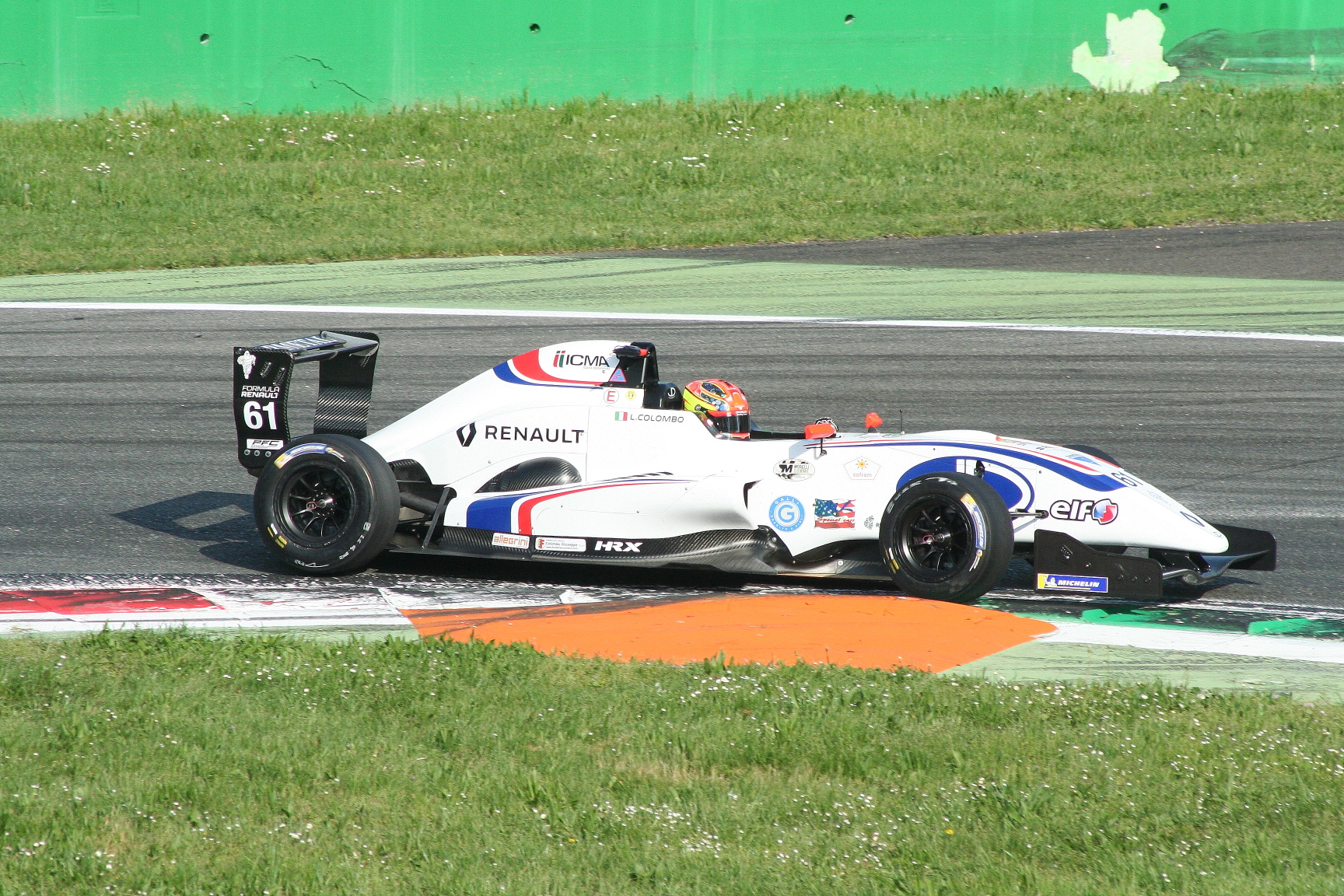
Lorenzo Colombo en Formula Renault Eurocup en 2018 à Monza
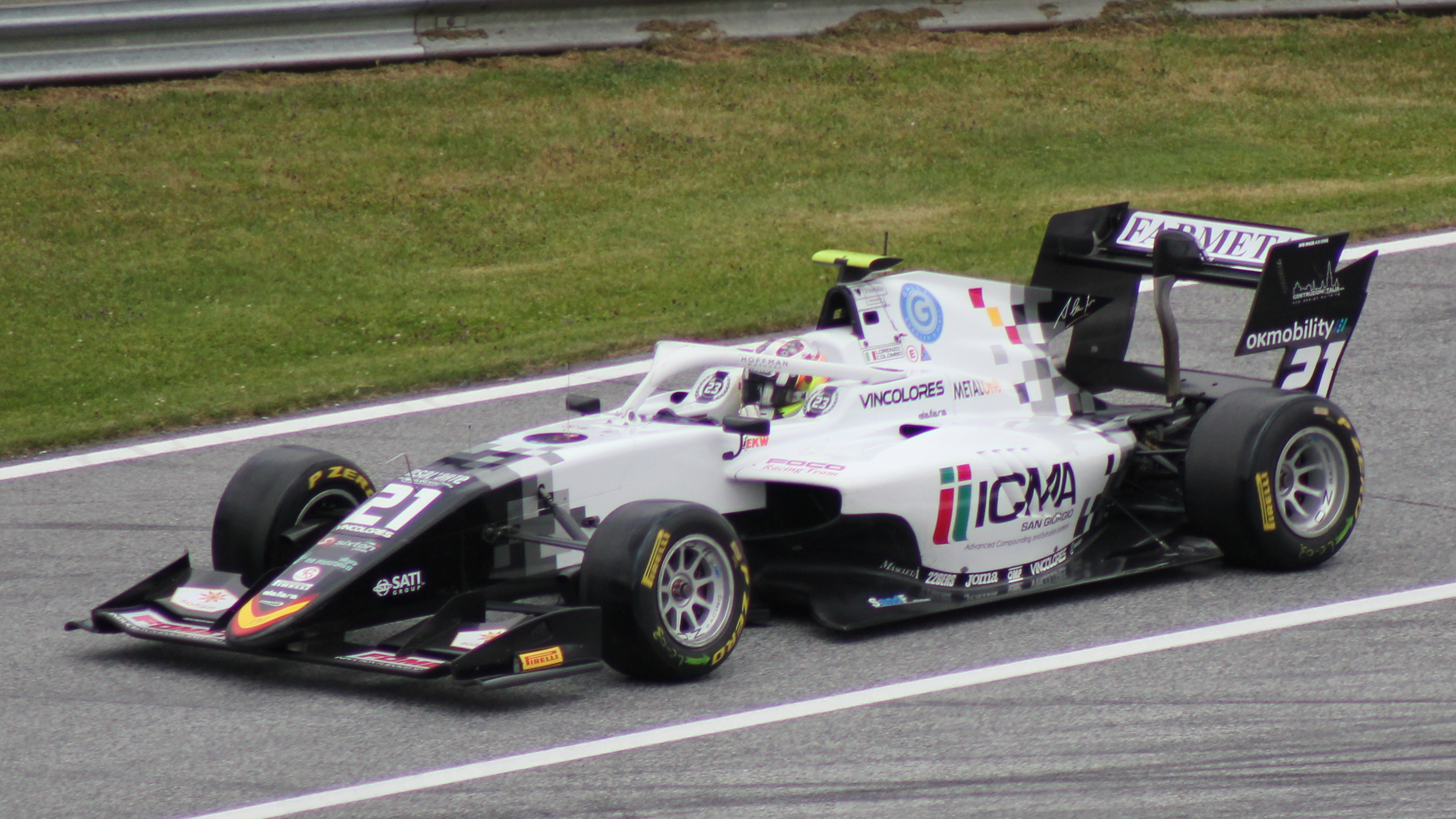
Lorenzo Colombo en Formule 3 FIA en 2021 à Spielberg.

## Carrière
| Saison | Championnat                          | Écurie               | Courses | Victoires | Pole positions | Meilleurs tours | Podiums | Points inscrits | Classement |
| ------ | ------------------------------------ | -------------------- | ------- | --------- | -------------- | --------------- | ------- | --------------- | ---------- |
| 2016   | Championnat d'Italie de Formule 4    | BVM Racing           | 12      | 0         | 0              | 0               | 0       | 73,5            | 12e        |
| 2016   | Championnat d'Italie de Formule 4    | Bhaitech Engineering | 9       | 0         | 0              | 0               | 1       | 73,5            | 12e        |
| 2017   | Championnat d'Italie de Formule 4    | Bhaitech Racing      | 21      | 2         | 6              | 3               | 8       | 223             | 3e         |
| 2017   | Championnat d'Allemagne de Formule 4 | Bhaitech Racing      | 3       | 0         | 0              | 0               | 0       | 0†              | n.c        |
| 2017   | Euroformula Open                     | Campos Racing        | 4       | 0         | 0              | 0               | 0       | 0†              | n.c        |
| 2018   | Formula Renault Eurocup              | JD Motorsport        | 20      | 0         | 2              | 0               | 5       | 152,5           | 6e         |
| 2018   | Formula Renault 2.0 NEC              | JD Motorsport        | 2       | 0         | 0              | 0               | 1       | 35              | 12e        |
| 2018   | Championnat d'Italie de Formule 4    | R-ace GP             | 3       | 0         | 0              | 0               | 0       | 3               | 25e        |
| 2019   | Formula Renault Eurocup              | MP Motorsport        | 20      | 3         | 3              | 2               | 7       | 214,5           | 4e         |
| 2020   | Formula Renault Eurocup              | Bhaitech Racing      | 18      | 3         | 4              | 2               | 5       | 170             | 5e         |
| 2021   | Formule 3 FIA                        | Campos Racing        | 20      | 1         | 0              | 2               | 1       | 32              | 16e        |
| 2022   | Championnat du monde d'endurance     | Prema ORLEN Racing   | 6       | 0         | 0              | 0               | 1       | 94              | 5e         |
| 2022   | European Le Mans Series              | Prema ORLEN Racing   | 4       | 3         | 0              | 0               | 3       | 85              | 3e         |

†Colombo était un pilote invité, il était inéligible aux points.

## Palmarès

### Résultats aux24 Heures du Mans
| Année | Écurie | Copilotes                    | Voiture           | Classe | Tours | Pos. | Class Pos. |
| ----- | ------ | ---------------------------- | ----------------- | ------ | ----- | ---- | ---------- |
| 2022  | Prema  | Louis Delétraz Robert Kubica | Oreca 07 - Gibson | LMP2   | 369   | 6e   | 2e         |

### Résultats enChampionnat du monde d'endurance
| Année | Écurie       | Châssis  | Moteur                              | Classe | 1     | 2     | 3     | 4     | 5     | 6     | Position | Points |
| ----- | ------------ | -------- | ----------------------------------- | ------ | ----- | ----- | ----- | ----- | ----- | ----- | -------- | ------ |
| 2022  | Prema Racing | Oreca 07 | Gibson GK428 4,2 L V8 atmosphérique | LMP2   | SEB 4 | SPA 7 | LMS 2 | MON 6 | FUJ 6 | BHR 4 | 5e       | 94     |

### Résultats enEuropean Le Mans Series
| Année | Écurie       | Châssis  | Moteur                              | Classe | 1     | 2     | 3     | 4     | 5   | 6   | Position | Points |
| ----- | ------------ | -------- | ----------------------------------- | ------ | ----- | ----- | ----- | ----- | --- | --- | -------- | ------ |
| 2022  | Prema Racing | Oreca 07 | Gibson GK428 4,2 L V8 atmosphérique | LMP2   | LEC 1 | IMO 1 | MON 5 | BAR 1 | SPA | POR | 3e       | 85     |